# Terremoto de Lima y Callao de 1630
El Terremoto de Lima y Callao de 1630 ocurrió el 27 de noviembre de 1630. La ciudad de Lima, entonces la capital del Virreinato del Perú, sufrió graves daños materiales, con varios muertos y lesionados.

## El evento y sus consecuencias
El terremoto empezó a las once y media en punto, cuando la población de Lima se hallaba reunida en la Plaza Mayor, lista para espectar una corrida de toros (aún no existía el coso de Acho). El movimiento se produjo en el mismo instante en que se procedía a encerrar el ganado para la lidia; al iniciarse los recios movimientos de la tierra, los encerradores atinaron solo a correr, quedando a su libre albedrío veinte toros bravos, los cuales, espantados, se desbandaron por todos lados, ante el pánico de las personas, que buscaron desesperadamente ponerse a buen recaudo.
Hubo varios muertos y contusos, y se desplomaron algunos edificios en Lima y Callao. El movimiento parece que solo fue local, ya que no hay informes de daños producidos en otras ciudades del país (debió comprometer solo a la costa central del actual Perú)
Juan Antonio Suardo, en su Diario de Lima (1629-1639), calculó los daños en los edificios en más de un millón de pesos; agregaba además que: 

"Muy pocas son las casas cuyas paredes no han sido abiertas. En la iglesia metropolitana el aire [sic] del dicho temblor desencajó la media naranja del campanario del lado derecho, y se cayó en la capilla del Santísimo Sacramento y quebró un pedazo de bóveda que estaba contigua, un pedazo de la media naranja que cayó hacia la plaza mató a unos indios..."

Los techos y azoteas que rodeaban la plaza mayor quedaron muy afectados, por lo que a partir de entonces se prohibió a la población subirse a ellos durante las fiestas.
Una tradición popular aseguraba que las vibraciones originadas por el seísmo hicieron rotar en una dirección y luego en la opuesta a una efigie de la Virgen en la Capilla de la Concepción, hecho que se atribuyó a un portento divino. Desde entonces la imagen fue conocida como la Virgen del Milagro y se le tributó veneración, dedicándose su fiesta anual el día 27 de noviembre.